# Carlos Mugica
Carlos Mugica (Buenos Aires, 7 ottobre 1930 – Buenos Aires, 11 maggio 1974) è stato un presbitero e attivista argentino.

## Biografia

### Primi anni di vita
Carlos Francisco Sergio Mugica è nato a Buenos Aires, nel 1930, in un ambiente privilegiato. Suo padre, Adolfo Mugica, era stato uno dei fondatori del Partito Nazionale Democratico (oppositore dell'attivista per il suffragio e presidente populista Hipólito Yrigoyen), e sua madre era Carmen Echagüe, lei stessa nata da uno dei principali proprietari terrieri argentini. Mugica è stato l'unico di sette fratelli ad aver completato sia la sua istruzione primaria che secondaria nelle scuole secolari, e si è diplomato alla prestigiosa scuola preparatoria del college pubblico, il Colegio Nacional de Buenos Aires.
Mugica si iscrisse all'Università di Buenos Aires nel 1949 e fu ammesso alla sua Facoltà di Giurisprudenza; ma nel 1952, dopo un anno in Europa, decise di entrare nel sacerdozio. Entrò nel Seminario di Villa Devoto e nel 1954 fu assegnato alla Parrocchia di Santa Rosa da Lima, da dove iniziò a prestare servizio ai fedeli nelle case popolari del quartiere popolare Constitución di Buenos Aires. Ha contribuito con articoli e commenti alla rivista ecclesiastica Seminario dal 1957 e nel 1959 è stato ordinato sacerdote dalla Chiesa cattolica romana locale.

### Il sacerdozio e il lavoro tra i poveri
Trascorse la maggior parte del 1960 in una parrocchia nella provincia del Chaco (una delle meno sviluppate dell'Argentina), e fu poi nominato vicario dell'arcivescovo di Buenos Aires, il cardinale Antonio Caggiano. Il cardinale Caggiano ha assegnato il suo nuovo vicario a numerose istituzioni sia cattoliche che laiche, tra cui l'Università di Buenos Aires, dove ha sponsorizzato un simposio del 1965, "Dialogo tra cattolici e marxisti". Ha insegnato come professore di teologia, psicologia infantile e diritto nell'importante Universidad del Salvador, ed è diventato noto per le sue omelie settimanali alla stazione radio municipale. Mugica, tuttavia, accettò anche l'incarico di cappellano presso la Paulina de Mallinkrodt School, un'istituzione di beneficenza all'interno dello slum adiacente al porto della città.
Mugica è diventato un ospite regolare dell'organizzazione di sinistra Young Catholic Students (JEC), con la quale ha lavorato in una missione rurale della provincia di Santa Fe. Un certo numero di membri del JEC, tuttavia, formò la violenta organizzazione Montoneros nel 1968, e Mugica prese le distanze da questi individui, anche se si fermò prima di rompere completamente con loro. Era sempre più in contrasto con i conservatori sia nella facoltà dell'Università di Buenos Aires (in particolare il professore esecutivo e di diritto agrario José Alfredo Martínez de Hoz) che nell'arcidiocesi locale (in particolare il vescovo Juan Carlos Aramburu, che gestiva sempre più le attività dell'anziano cardinale Caggiano). Questi attriti furono esacerbati dalla missione di Mugica nel 1967 in Bolivia per recuperare i resti del rivoluzionario Che Guevara.

### Un prete del terzo mondo
Rimase a Parigi a sostegno delle storiche proteste del maggio 1968. Durante quel soggiorno, ha visitato il leader populista argentino in esilio, Juan Perón, nella sua casa di Madrid. Perón, che all'epoca si occupava di coltivare alleanze con l'estrema sinistra argentina, trascorse dieci giorni a Cuba con padre Mugica che, tornato a Parigi, aderì al Movimento dei Sacerdoti per il Terzo Mondo.
Il crescente coinvolgimento di Mugica in politica portò alla sua sostituzione alla scuola di Mallinkrodt, per cui ottenne un incarico nella nuova cappella "Cristo lavoratore" dello slum, nonché l'ordinazione del cardinale Caggiano per l'incarico. Continuando a insegnare nelle classi universitarie, è stato anche vicario della parrocchia di San Francisco Solano nel quartiere popolare di Villa Luro a Buenos Aires. Tuttavia, il suo continuo attivismo come sacerdote del Terzo Mondo gli valse la crescente opposizione del vescovo Armaburu e nel 1970 il vescovo bandì l'organizzazione nell'arcidiocesi. Queste divergenze hanno raggiunto un punto di infiammabilità quando un collega sacerdote del JEC, padre Alberto Carbone, è stato arrestato con l'accusa di complicità nell'omicidio dell'ex presidente Pedro Aramburu da parte dei Montoneros. Mugica è diventato sempre più un bersaglio, essendo regolarmente criticato dai giornali argentini più conservatori per la sua "giustificazione della violenza", oltre ad essere messo sotto sorveglianza dall'intelligence statale.
Ha sfidato gli ordini presiedendo i funerali del settembre 1970 di un certo numero di personaggi di Montoneros giustiziati, che hanno portato alla sua sospensione per 30 giorni dal vescovo Aramburu. Dopo la sospensione, Aramburu iniziò a fare pressioni su Mugica affinché rinunciasse ai suoi voti, e iniziò a compiere passi sempre più complessi per nascondere la sua posizione di notte. Mugica ha improvvisato alloggi improvvisati nel condominio del distretto di Recoleta dei suoi genitori; ma il 2 luglio 1971 una bomba esplose all'indirizzo. Ha poi diviso il suo tempo tra i bassifondi della zona portuale e il Monasterio Benedictino Santa María, il monastero benedettino di Fra Mamerto Menapace a Los Toldos (una città della pampa nota per aver dato i natali all'ex first lady Eva Perón). Durante una conferenza stampa dopo l'esplosione, ha dichiarato: "'Niente e nessuno mi impedirà di servire Cristo e la sua Chiesa combattendo a fianco dei poveri per la loro liberazione. Se il Signore mi concederà il privilegio - che non merito - di perdere la vita in questa impresa, sarò a sua disposizione".

### L'allontanamento dal clero e da Perón
I suoi sermoni alla Cappella di Cristo Lavoratore godettero di una crescente popolarità e furono spesso visitati da politici, giocatori di calcio e altre celebrità. La cappella ricevette una visita improvvisata il 6 dicembre 1972 da Juan Perón, a cui era stato concesso di tornare temporaneamente in Argentina dal presidente Alejandro Agustín Lanusse prima delle successive elezioni. All'interno del Partito giustizialista di Perón, Mugica era forse il più vicino al dottor Héctor José Cámpora, un dentista di sinistra e consigliere di lunga data di Perón che l'anziano leader aveva nominato candidato del partito; Cámpora ha offerto a Mugica una candidatura per un seggio al Congresso, che ha rifiutato. I peronisti vinsero facilmente le elezioni del 1973 e, sebbene Cámpora si insediò il 25 maggio, Perón fu la figura principale del nuovo governo. La sua continua manipolazione sia della sinistra che della destra nel suo movimento è stata illustrata dal fatto che ha permesso a Cámpora di nominare padre Mugica come consulente senior non retribuito del potente ministro della previdenza sociale - un posto che Perón ha ricoperto con il suo segretario personale e leader dell'estrema destra voce, José López Rega.
López Rega ha utilizzato l'importante posizione di gabinetto (e il suo controllo del 30% del bilancio nazionale) per organizzare e armare la sua Alleanza anticomunista argentina (Tripla A). Il conseguente ritorno degli omicidi per vendetta tra la Tripla A contro la sinistra e la violenza che ne è derivata (la violenza dei Montoneros è più strategica, come il bombardamento di edifici di multinazionali che finanziano l'AAA e la violenza di destra) ha portato Mugica a lasciare il suo incarico di governo, oltre a rompere con i Montoneros, entro dicembre 1973. Divenne oggetto di un dibattito politico sempre più acceso e apparvero numerose raccolte non autorizzate delle sue opere, ognuna delle quali disponeva i suoi prolifici articoli passati nell'ordine più adatto alla loro agenda. Il ripudio di Mugica di questi ha fatto poco per scoraggiare la pratica, e ha accettato l'offerta della RCA Victor di creare una versione registrata della sua Messa per il Terzo Mondo scritta di recente. Tuttavia, la lettura, accompagnata da musica e coro indigeni, fu distrutta dal governo di Isabel Perón all'inizio del 1975.

### Assassinio
Tra le frequenti minacce di morte e gli avvertimenti del suo imminente abbattimento da parte del vescovo Aramburu, si è ritirato brevemente a Los Toldos in aprile. Quindi è tornato a Buenos Aires, dove ha ripreso il suo programma quotidiano di servizi. Dopo le funzioni del sabato mattina dell'11 maggio presso la parrocchia di San Francisco Solano, Rodolfo Almirón, un agente dell'Alleanza Anticomunista Argentina (AAA), ha sparato cinque colpi di pistola Mac-10 contro padre Mugica; non è morto subito per le ferite ed è stato portato d'urgenza in un vicino ospedale, dove le sue ultime parole sono state a un'infermiera: Ora più che mai, dobbiamo stare con la gente.

## Rappresentazioni cinematografiche
L'assassinio è rappresentato nel film drammatico del 2019 I due papi, con Mugica interpretato da Hernán Acentares in un ruolo non parlante. Mugica compare anche il breve film biografico della National Geographic del 2016 Rebel Pope.